# National League Cup
La National League Cup, precedentemente nota anche con il nome di Conference League Cup, è una competizione inglese di calcio per squadre semiprofessionistiche.

## Storia
Il torneo venne creato nel 1979 insieme alla Alliance Premier League, una lega semiprofessionistica inglese che si poneva al quinto livello della piramide calcistica inglese, ovvero subito al di sotto delle quattro divisioni professionistiche della Football League. La coppa era aperta a tutti i club di questa nuova lega, e si è disputata (con anche dei cambi di nome) ininterrottamente dal 1979 al 2001, e poi in modo più saltuario negli anni seguenti (tre ulteriori edizioni: 2004-2005, 2007-2008 e 2008-2009, tutte aperte anche ai club di National League North e National League South, divisioni nate nel 2004) fino al suo ripristino, con il nome attuale di National League Cup (in virtù del fatto che la Alliance Premier League, a sua volta cambiata più volte di nome nel corso dei decenni, si chiamava National League), a partire dalla stagione 2024-2025.

## La formula della competizione
La competizione accetta la partecipazione delle società della National League e, solamente a partire dall'edizione 2024-2025, prevede anche la partecipazione delle formazioni Under-21 dei club la cui formazione giovanile in questione militi nella Premier League 2. A partire da questa edizione al tradizionale format di turni ad eliminazione diretta è stata aggiunta anche una fase a gironi all'inizio della competizione.

## Albo d'oro[2]
| Anno      | Vincitori          | Finalisti          | Note |
| --------- | ------------------ | ------------------ | ---- |
| 1979-1980 | Northwich Victoria | Altrincham         |      |
| 1980-1981 | Altrincham         | Kettering Town     |      |
| 1981-1982 | Weymouth           | Enfield            |      |
| 1982-1983 | Runcorn            | Scarborough        |      |
| 1983-1984 | Scarborough        | Barnet             |      |
| 1984-1985 | Runcorn            | Maidstone Utd      |      |
| 1985-1986 | Stafford Rangers   | Barnet             |      |
| 1986-1987 | Kettering Town     | Hendon             |      |
| 1987-1988 | Horwich RMI        | Weymouth           |      |
| 1988-1989 | Barnet             | Hyde Utd           |      |
| 1989-1990 | Yeovil Town        | Kidderminster      |      |
| 1990-1991 | Sutton Utd         | Barrow             |      |
| 1991-1992 | Wycombe            | Runcorn            |      |
| 1992-1993 | Northwich Victoria | Wycombe            |      |
| 1993-1994 | Macclesfield Town  | Yeovil Town        |      |
| 1994-1995 | Bromsgrove Rovers  | Kettering Town     |      |
| 1995-1996 | Bromsgrove Rovers  | Macclesfield Town  |      |
| 1996-1997 | Kidderminster      | Macclesfield Town  |      |
| 1997-1998 | Morecambe          | Woking             |      |
| 1998-1999 | Doncaster          | Farnborough Town   |      |
| 1999-2000 | Doncaster          | Kingstonian        |      |
| 2000-2001 | Chester City       | Kingstonian        |      |
| 2004-2005 | Woking             | Stalybridge Celtic |      |
| 2007-2008 | Aldershot Town     | Rushden & Diamonds |      |
| 2008-2009 | Telford Utd        | Forest Green       |      |
| 2024-2025 | Leeds Utd Under-21 | Sutton Utd         |      |